# Automobiles Claveau

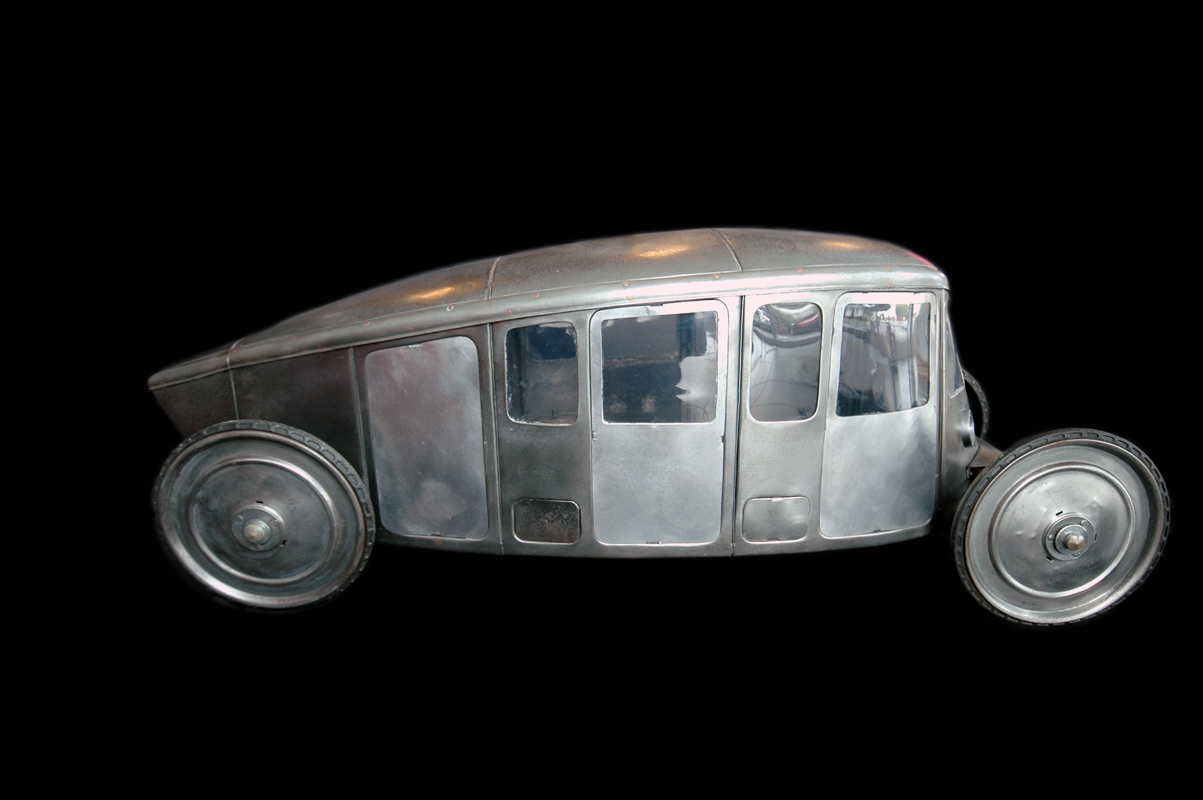
Miniatur des Stromlinienfahrzeugs von Claveau von 1926

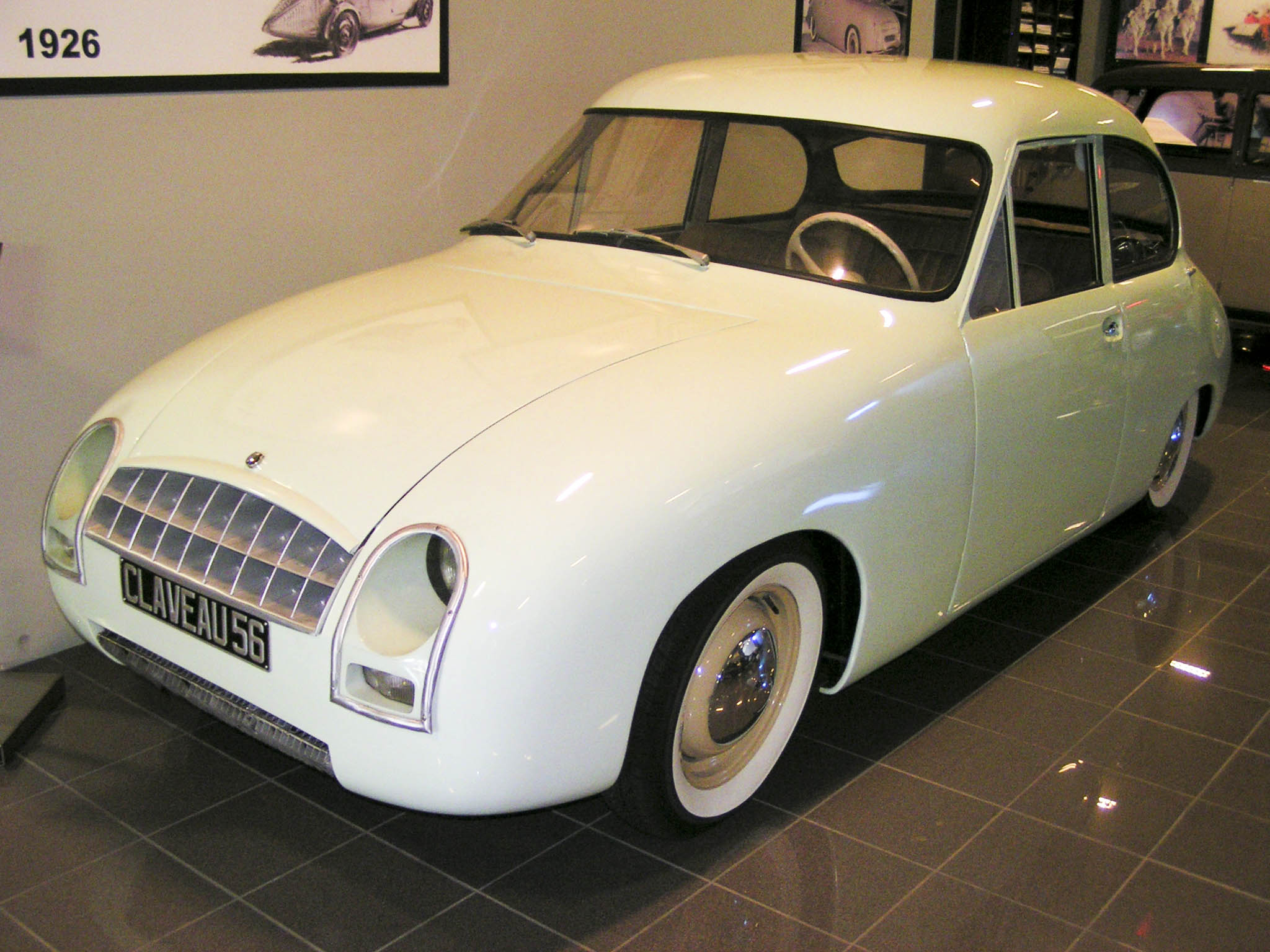
Claveau 56 Prototyp von 1956

Automobiles Claveau war ein französischer Hersteller von Automobilen.

## Unternehmensgeschichte
Émile Claveau (1892–1974) gründete 1923 das Unternehmen in Paris zur Entwicklung von Automobilen. Im gleichen Jahr erhielt er ein Patent auf eine aerodynamische Karosserie. 1925 begann die Automobilproduktion. Der Markenname lautete Claveau. 1956 endete die Produktion. Insgesamt entstanden nur wenige Fahrzeuge.

## Fahrzeuge
Das erste Modell Autobloc hatte eine aerodynamische Karosserieform und war als Limousine und Roadster erhältlich. Für den Antrieb sorgte wahlweise ein luftgekühlter Vierzylindermotor mit 1355 cm³ (Bohrung 66 mm und Hub von 99 mm) oder ein Zweizylinder-Zweitaktmotor, der im Heck montiert war. 1930 folgte ein Modell mit Frontmotor und Frontantrieb.
Nach dem Zweiten Weltkrieg erschien das Modell Descartes mit einem V8-Motor mit 2292 cm³ Hubraum, 85 PS Leistung, einem Fünfganggetriebe und weiterhin Frontantrieb. 1956 erschien als Prototyp der Claveau 56 mit einem Motor von DKW.